# Канака Олег Андрійович
Канака Олег Андрійович (нар. 23 липня 2000, Львів) — український шосейний та трековий велогонщик, майстер спорту України міжнародного класу, чемпіон світу та Європи серед юніорів (2017).

## Біографія
Народився 23 липня 2000 року у місті Львові. Велоспортом почав займатися у 11-у літньому віці у ДЮСШ Іскра, перший тренер — Панік Євген Анатолійович. Багаторазовий призер Чемпіонатів України серед юнаків. Після закінчення школи втупив до Львівського училища фізичної культури, де ним опікуються тренери Каргут Андрій Степанович та Залигін Микола Володимирович.
Після переходу до юніорів на першому ж Чемпіонаті Європи (19-23 липня 2017 р. Португалія, Анадія) Олег Канака здобув золото у гонці за очками, а за місяць переміг у цій же гонці на Чемпіонаті світу серед юніорів (23-27 серпня 2017 р., Італія, Монтік'ярі). У 2018 р. на Чемпіонаті світу в м. Егль, Швейцарія спортсмен у цій же гонці за очками посів 4 позицію.
Станом на 2019 рік Канака Олег є членом збірної команди України, а також виступає за італійський професійний клуб Bevilacqua sport — Feretti.